# Cybaeus charlesi
Cybaeus charlesi es una especie de araña araneomorfa del género Cybaeus, familia Cybaeidae. Fue descrita científicamente por Bennett en 2016.
Habita en Canadá y los Estados Unidos.